# Capela de Santana

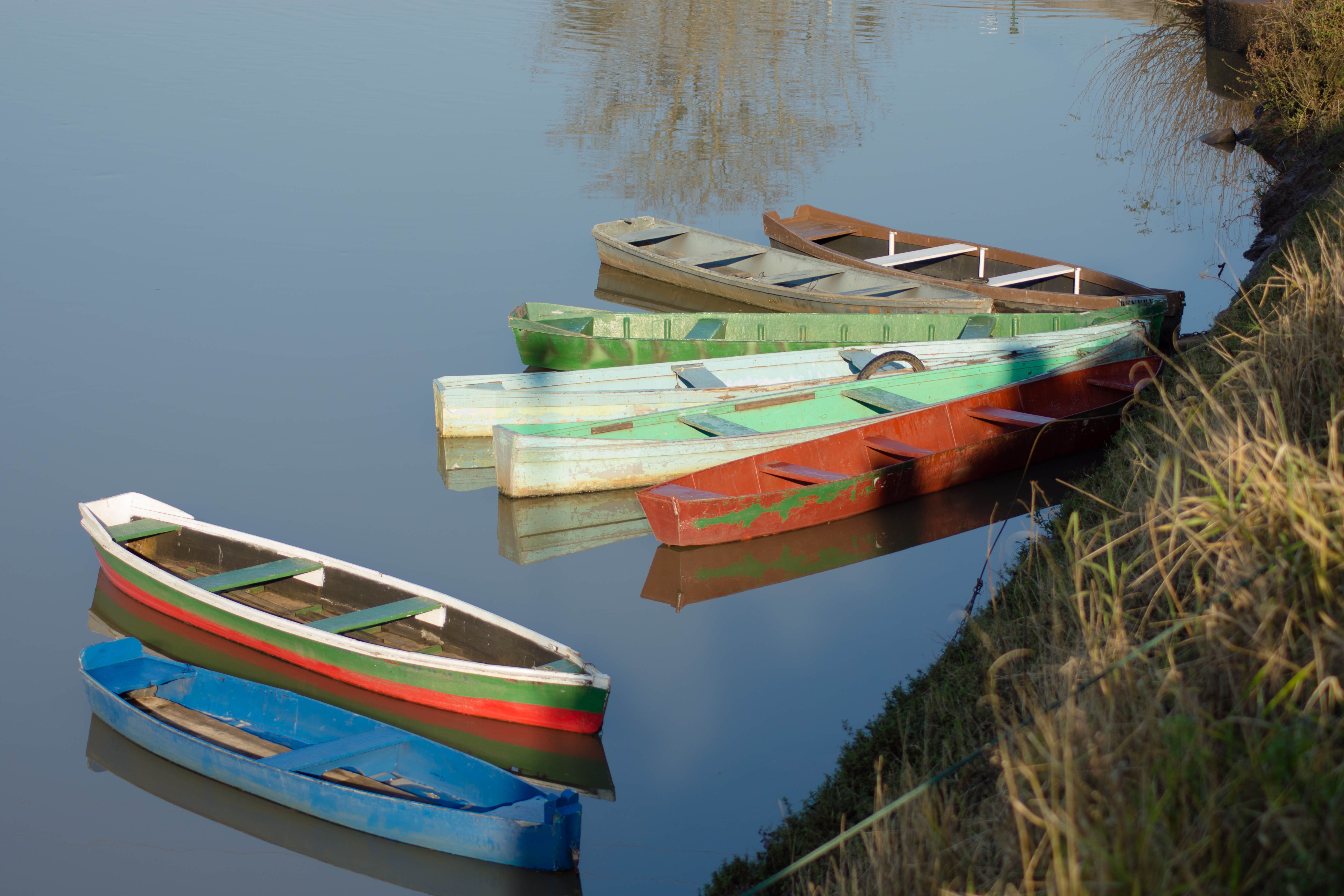
Un día de aguas tranquilas en el río Caí.

Capela de Santana es un municipio brasilero del estado de Rio Grande do Sul.
Se encuentra ubicado a una latitud de 29º42'00" Sur y una longitud de 51º19'29" Oeste, estando a una altitud de 69 metros sobre el nivel del mar. Su población estimada para el año 2004 era de 11.343 habitantes.
Ocupa una superficie de 181,76 km².
- Datos: Q642247
- Multimedia: Capela de Santana / Q642247